# 克里斯蒂安·多里奥拉
克里斯蒂安·多里奥拉（法語：Christian d'Oriola，1928年10月3日—2007年10月29日），法国男子击剑运动员。他参加了1948年、1952年、1956年和1960年夏季奥运会击剑比赛，共获得4枚金牌和2枚银牌，是奧運史上第二名衛冕男子花劍冠軍的運動員。這個衛冕紀錄維持了足足64年，直到2024年才有第三位衛冕男子花劍冠軍的運動員-來自香港的張家朗。

## 家庭

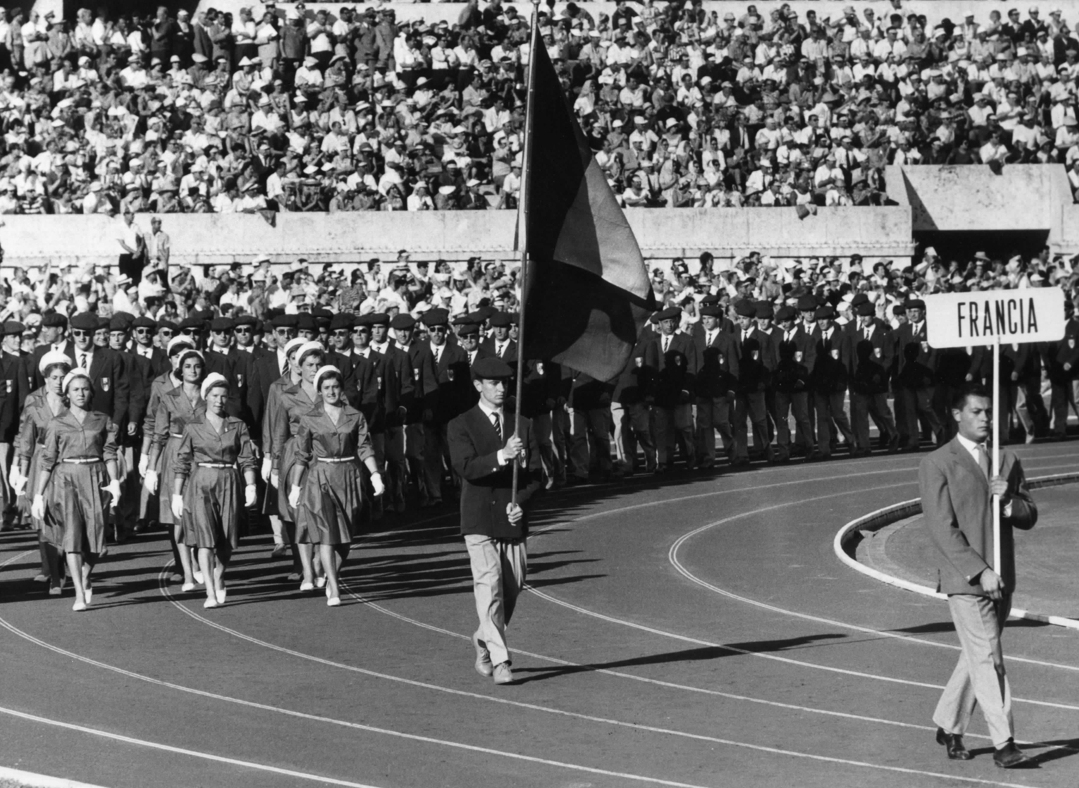
多里奥拉在1960年奥运会上任法国代表团旗手

堂兄皮埃尔·容凯尔·多里奥拉为马术运动员。